# S/2018 J 2
S/2018 J 2 ist einer der kleineren äußeren Monde des Planeten Jupiter.

## Entdeckung und Benennung
S/2018 J 2 wurde am 12. Mai 2018 durch den Astronomen Scott S. Sheppard (University of Hawaii) auf Aufnahmen entdeckt, die mit dem 6,5-m-Magellan-Baade-Teleskop am Las-Campanas-Observatorium angefertigt wurden. Die Entdeckung wurde erst 4 Jahre später, nachdem genügend Daten gesammelt werden konnten, durch das Minor Planet Center am 20. Dezember 2022 bekannt gegeben, der Mond erhielt die vorläufige Bezeichnung S/2018 J 2.

## Bahneigenschaften
S/2018 J 2 umläuft Jupiter in 250,9 Tagen auf einer elliptischen, prograden Umlaufbahn zwischen 10.129.000 km und 12.850.000 km Abstand zu dessen Zentrum. Die Bahnexzentrizität beträgt 0,118, die Bahn ist 29,4° gegenüber der lokalen Laplace-Ebene von Jupiter geneigt.
Der Mond ist Bestandteil der sogenannten Himalia-Gruppe von Jupitermonden, die den Planeten mit Bahnhalbachsen zwischen 11 und 12 Millionen km, Bahnneigungen zwischen 26,6° und 28,7° und Bahnexzentrizitäten zwischen 0,11 und 0,26 prograd umrunden.

## Physikalische Eigenschaften
S/2018 J 2 besitzt einen Durchmesser von etwa 3 km. Die absolute Helligkeit des Mondes beträgt 16,5 m.

## Erforschung
Der Beobachtungszeitraum von S/2018 J 2 erstreckt sich vom 24. März 2003 bis zum 18. September 2022. Die Aufnahmen wurden mit dem 6,5-m-Magellan-Baade-Teleskop am Las-Campanas-Observatorium, dem 8,2-m-Reflektor-Teleskop am Mauna-Kea-Observatorium, dem 4,0-m-CTIO-Reflektorteleskop am Cerro Tololo–Observatorium, dem 4,0-m-Discovery–Channel-Teleskop am Lowell-Observatorium und dem 2,24-m-Reflektor-Teleskop am University of Hawaii–System angefertigt; es liegen insgesamt 24 erdbasierte Beobachtungen über einen Zeitraum von 16 Jahren vor.